# Кроль, Юрий Львович
Юрий Львович Кроль (9 августа 1931 — 1 декабря 2021) — советский и российский историк-востоковед, китаист, доктор исторических наук, научный советник ИВР РАН, специалист по истории и культуре Китая III в. до н. э. — I в. н. э.

## Биография
Юрий Львович Кроль родился в Ленинграде. В 1954 г. по окончании Восточного факультета ЛГУ поступил в аспирантуру по специальности «История древнего Китая» при том же факультете. В 1957 г. стал сотрудником Ленинградского отделения Института востоковедения АН СССР. В 1963 г. защитил кандидатскую диссертацию «Сыма Цянь — историк падения династии Цинь» по руководством Б. И. Панкратова. В 1960—1970 гг. являлся членом Бюро Исторической секции ЛО ИВ АН СССР. С 1980 г. — старший научный сотрудник. В 1986—2014 гг. — ведущий научный сотрудник ЛО ИВ АН СССР (ИВР РАН). В 1984—1991 гг. руководил Ханьской группой Сектора историографии и источниковедения Китая и Центральной Азии. В 1991 г. защитил докторскую диссертацию «Спор о соли и железе» — памятник китайской культуры эпохи Хань".
С 1987 г. входит в состав Бюро Восточной комиссии Географического общества СССР (Русского географического общества), член редколлегии и участник ряда выпусков серии «Страны и народы Востока». Член Европейской ассоциации китаеведов (ЕАСS).
В 1989—1990 гг. проходил стажировку в Китае. В 1994—1995 гг. занимался исследовательской работой в Висконсинском университете (США, Мэдисон) по гранту Айрекса.

## Научная деятельность
Основная сфера научных интересов — политическая и экономическая история древнекитайских империй Цинь и Хань, идеология, политические и правовые институты, отношения Китая III в. до н. э. — I в. н. э. с сюнну, китайской историографии эпохи Хань и ханьской культуре в целом.
В монографии «Сыма Цянь — историк» (1970), первом отечественном монографическом исследовании о древнекитайском историке Сыма Цяне, помимо общей характеристики его труда «Записки историка» исследуются философские взгляды Сыма Цяня, его представление о роли и задачах историка (его отношение к Гао-цзу, Чэнь Шэ, Сян Юю), анализируются источники, использованные Сыма Цянем (анналы, исторические сочинения, трактаты, анонимные материалы).
Является переводчиком древнекитайского памятника «Спор о соли и железе» эпохи Западной Хань (II—I вв. до н. э.), написанному в форме дискуссии высших чиновников и представителей образованной элиты по многим политическим и экономическим проблемам, в частности, по вопросу о значении государственной монополии на производство железа и добычу соли.
Ю. Л. Кроль принимал участие в составлении каталога фонда китайских ксилографов СПбФ ИВ АН СССР и в разработке системы классификации книг на основе традиционного представления о четырёх разделах литературы, исследовал поговорки сехоуюй в пекинском фольклоре, занимался историей отечественного востоковедения (китаеведения) в XX веке (в частности, написал несколько статей о своем учителе Б. И. Панкратове,).
Является автором более 150 публикаций, в том числе 17 на иностранных языках.

## Основные работы
- Очерки о культуре древнего Китая. Л., 1959. (4 главы в коллективной монографии)
- «Весна и осень княжеств Чу и Хань» Лу Цзя // НАА. 1961. № 4. С. 133—144.
- Личность Чэнь Шэ руководителя первого народного восстания в Китае в освещении Сыма Цяня // Письменные памятники и проблемы истории культуры народов Востока. Л., 1965. С. 21—24.
- Сыма Цянь — историк / Отв. ред. Л. П. Делюсин. М.: Наука, ГРВЛ, 1970.
- Представления о человеческой природе в полемике ханьских мыслителей (По материалам трактата «Янь те лунь» I в. до н. э.) // Девятая научная конференция «Общество и государство в Китае». Ч. I. М.: Наука, ГРВЛ, 1978. С. 108—118.
- «Рассуждения о соли и железе» Хуань Куаня как памятник диалога, сформировавшего государственную доктрину Китайской империи // Страны и народы Востока. Выпуск XXIII. Дальний Восток. М.: Наука, ГРВЛ, 1982. С. 41—61.
- Опыт систематизации традиционной китайской метрологии // Страны и народы Востока. Выпуск XXIII. Дальний Восток (История, этнография, культура). М.: Наука, ГРВЛ, 1982. С. 209—243. (соавт. Романовский Б. В.)
- Была ли ранняя китайская империя деспотией? // Петербургское востоковедение. Вып. 4. СПб., 1993. С. 357—399.
- Хуань Куань. Спор о соли и железе (Янь те лунь). В 2-х тт. / Пер. с кит., введ., коммент. и прил. Ю. Л. Кроля. Т. 1. Отв. ред. Л. П. Делюсин. Том 2. Отв. ред. Б. Л. Рифтин. М.: Изд. фирма «Восточная литература» РАН, 2001. 407 с.
- Мысль Ян Сюна о любви Сыма Цяня к «необычному» и неконфуцианская личность в «Ши цзи» // Письменные памятники Востока, 1(10), 2009. С. 99—130.
- Цзя И. Послесловие Бань Гу к «Повествованию о Цзя И» (Цзя И чжуань 賈誼傳) в его «Истории Хань» (Хань шу 漢書). Введение, перевод с китайского, комментарий Ю. Л. Кроля // Письменные памятники Востока, 2(15), 2011. С. 40—53[4].